# British Touring Car Championship
British Touring Car Championship, förkortas BTCC, är ett brittiskt standardvagnsmästerskap som kördes första gången 1958. BTCC var det största standardvagnsmästerskapet en tid fram till 2000, då många biltillverkare och förare lämnade serien och den har nu passerats av både Deutsche Tourenwagen Masters och World Touring Car Championship.
Tidigare kördes två lopp per tävlingshelg, men numera körs tre lopp.

## Säsonger
| År   | Etta                                                | Tvåa                                                  | Trea                                           |
| ---- | --------------------------------------------------- | ----------------------------------------------------- | ---------------------------------------------- |
| 2010 | Jason Plato RML Racing Silverline (Chevrolet Cruze) | Matt Neal Honda Racing Team (Honda Civic)             | Gordon Shedden Honda Racing Team (Honda Civic) |
| 2009 | Colin Turkington Team RAC (BMW 320si)               | Jason Plato RML Racing Silverline (Chevrolet Lacetti) | Fabrizio Giovanardi VX Racig (Vauxhall Vectra) |
| 2008 | Fabrizio Giovanardi VX Racing (Vauxhall Vectra)     | Mat Jackson BMW Dealer Team UK (BMW 320si)            | Jason Plato SEAT Sport UK (SEAT León)          |
| 2007 | Fabrizio Giovanardi VX Racing (Vauxhall Vectra)     | Jason Plato SEAT Sport (SEAT León)                    | Gordon Shedden Team Halfords (Honda Civic)     |
| 2006 | Matt Neal Team Halfords (Honda Integra)             | Jason Plato SEAT Sport (SEAT León)                    | Colin Turkington Team RAC (MG ZS)              |
| 2005 | Matt Neal Team Halfords (Honda Integra)             | Yvan Muller VX Racing (Vauxhall Astra)                | Dan Eaves Team Halfords (Honda Integra)        |
| 2004 | James Thompson VX Racing (Vauxhall Astra)           | Yvan Muller VX Racing (Vauxhall Astra)                | Jason Plato Seat Sport (Seat Toledo)           |
| 2003 | Yvan Muller VX Racing (Vauxhall Astra)              | James Thompson VX Racing (Vauxhall Astra)             | Matt Neal Honda Racing (Honda Civic)           |
| 2002 | James Thompson Vauxhall Motorsport (Vauxhall Astra) | Yvan Muller Vauxhall Motorsport (Vauxhall Astra)      | Matt Neal Egg Sport (Vauxhall Astra)           |
| 2001 | Jason Plato Vauxhall Motorsport (Vauxhall Astra)    | Yvan Muller Vauxhall Motorsport (Vauxhall Astra)      | James Thompson Egg Sport (Vauxhall Astra)      |
| 2000 | Alain Menu Ford Mondeo                              | Anthony Reid Ford Mondeo                              | Rickard Rydell Ford Mondeo                     |
| 1999 | Laurent Aiello Nissan Primera                       | David Leslie Nissan Primera                           | Rickard Rydell Volvo S40                       |
| 1998 | Rickard Rydell Volvo S40                            | Anthony Reid Nissan Primera                           | James Thompson Honda Accord                    |
| 1997 | Alain Menu Renault Laguna                           | Frank Biela Audi A4                                   | Jason Plato Renault Laguna                     |
| 1996 | Frank Biela Audi A4                                 | Alain Menu Renault Laguna                             | Rickard Rydell Volvo 850                       |
| 1995 | John Cleland Vauxhall Cavalier                      | Alain Menu Renault Laguna                             | Rickard Rydell Volvo 850                       |
| 1994 | Gabriele Tarquini Alfa Romeo 155                    | Alain Menu Renault Laguna                             | Paul Radisich Ford Mondeo                      |
| 1993 | Joachim Winkelhock BMW 3-serie                      | Steve Soper BMW 3-serie                               | Paul Radisich Ford Mondeo                      |
| 1992 | Tim Harvey BMW 3-serie                              | Will Hoy Toyota Carina                                | John Cleland Vauxhall Cavalier                 |
| 1991 | Will Hoy BMW M3                                     | John Cleland Vauxhall Cavalier                        | Andy Rouse Toyota Carina                       |
| 1990 | Robb Gravett Ford Sierra                            | Frank Sytner BMW M3                                   | Andy Rouse Ford Sierra                         |
| 1989 | John Cleland Vauxhall Astra                         | James Weaver BMW M3                                   | Andy Rouse Ford Sierra                         |